# 李廷訓
李廷訓（1559年—17世紀），字孔教，號六磐，陝西平涼府固原州人，明朝政治人物。

## 生平
李廷訓是萬曆十三年（1585年）乙酉科第十九名舉人，二十三年（1595年）乙未科會試第二百六十八名，廷試三甲第九十五名進士，兵部觀政，本年八月授直隶博野縣知縣，以政績經推薦入京，召對時稱旨，二十八年（1600年）升為南京戶部主事，二十九年（1601年）以考察調簡。起補河南寧陵縣知縣，三十四年（1606年）丁憂歸。起復戶部江西司主事，擢任湖廣司員外郎、掌印郎中；京察後列等，獲授河南驛傳道僉事。他的文章樸實，被譽為西隴宿儒。

## 家族
曾祖李文。祖李隆。父李義，庠生。母李氏。严侍下。弟若训、可训。娶王氏，继娶柳氏。子李善继。

## 引用
1. 1 2  宣統《新修固原州志·卷四·人物志》：李廷訓，固原人，萬厯乙酉科舉人，乙未科進士，官直隸博野縣知縣，以政績行取，召對稱旨，升戶部江西司主事，擢湖廣司員外郎、掌印郎中。京察列等，授河南驛傳道僉事，至其文章樸實，允為西隴宿儒。
2. ↑  《萬曆乙未科進士同年序齒録》：李廷訓，字孔教，號口口，行一，甲子十月十九日生。治《春秋》，乙酉鄉試十九名，會試二百六十八名，三甲九十五名。兵部觀政，本年八月授直隸博野知縣，庚子升南戶部主事，辛丑考察，以知縣調簡。